# Trachyopella ealensis
Trachyopella ealensis är en tvåvingeart som beskrevs av Vanschuytbroeck 1951. Trachyopella ealensis ingår i släktet Trachyopella och familjen hoppflugor.
Artens utbredningsområde är Kongo. Inga underarter finns listade i Catalogue of Life.